# Armorial des communes de l'Essonne
- Haut – A
- B
- C
- D
- E
- F
- G
- H
- I
- J
- K
- L
- M
- N
- O
- P
- Q
- R
- S
- T
- U
- V
- W
- X
- Y
- Z

Armes de France : D'azur à trois fleurs de lys d'or.
Armes de Bourbon-Condé : de France à un bâton péri de gueules brochant en abîme.
Blason de l'Essonne : Tranché d’azur à un besant d’or rayonnant de dix-huit rais chargés de vingt-trois besants plus petits, le tout du même, et de France ancien ; à la cotice ondée d’argent brochant sur la partition.

Cette page présente l'ensemble des armoiries connues (figures et blasonnements) des 198 communes du département français de l'Essonne disposant d'un blason à ce jour.
Les communes portant des armes à enquerre (qui ne respectent pas la Règle de contrariété des couleurs) sont maintenues dans l'armorial, mais celles qui ne portent pas de blason, et celles arborant un pseudo-blason (dessin d'amateur ressemblant vaguement à un écu mais ne respectant aucune règle de construction héraldique de base) sont volontairement exclues de cet armorial. Leur statut est mentionné à la fin de chaque section correspondant à leur initiale.

(4 dessin(s) en attente.)

## A
| Blason de Abbéville-la-Rivière | Blason  | De gueules au chevron d'argent accompagné de deux étoiles d'or en chef et d'une coquille versée du même en pointe. |
| Blason de Abbéville-la-Rivière | Détails | Le statut officiel du blason reste à déterminer.                                                                   |

| Blason de Angerville | Blason  | D'or à un caducée d'azur accosté de deux roues dentées de sable, au chef du second chargé d'un clou d'argent accosté de deux fleurs de lys du champ. Devise / Cri« angere regis » |
| Blason de Angerville | Détails | Les lys de France et le clou de la Passion rappellent les privilèges accordés à la ville par le Roi et l'Église, nommément l'Abbaye Saint-Denis. Les roues dentées et le caducée honorent respectivement l'industrie et le commerce. Adoptées à une date inconnue mais antérieure à 2009. Auteur(s)M. Claude Comette |

| Blason de Angervilliers | Blason  | D'or à un arbre terrassé de sinople, au chef d'argent* chargé de trois lionceaux contournés de gueules.    |
| Blason de Angervilliers | Détails | * Il y a là non-respect de la règle de contrariété des couleurs : ces armes sont fautives (argent sur or). |

| Blason de Arpajon | Blason  | Écartelé : au 1er de gueules à la croix de Toulouse (vidée, cléchée et pommetée) d'argent ; au 2d d'argent à quatre pals de gueules ; au 3e de gueules à la harpe d'or (d'Arpajon) ; au 4e, d'azur à trois fleurs de lys d'or, au bâton de gueules péri en barre (de Bourbon-Condé) ; sur le tout de gueules à la croix de Malte d'argent. |
| Blason de Arpajon | Détails | Armes parlantes. (harpe) Armoiries de Louis d'Arpajon, qui acquiert la seigneurie du lieu en 1720 et lui donna son nom. Le statut officiel du blason reste à déterminer. |

| Blason de Arrancourt | Blason  | D'argent à la barre ondée d'azur accompagnée en chef d'une gerbe d'or* liée de gueules et en pointe d'un chêne de sinople englanté d'or. |
| Blason de Arrancourt | Détails | * Il y a là non-respect de la règle de contrariété des couleurs : ces armes sont fautives (or sur argent.).                              |

| Blason de Athis-Mons | Blason  | Parti d'azur à trois fleurs de lis d'or au bâton de gueules péri en bande (de Bourbon-Condé), et de sable à trois chevrons rompus d'or (de Viole) ; au chef d'azur chargé d'une escarboucle pommetée et fleurdelisée d'or (Abbaye de Paris–Saint-Victor). Ornements extérieursCroix de Guerre 1939-1945 |
| Blason de Athis-Mons | Détails | Adoptées en 1948. Auteur(s)M. Louis Brunel |

| Blason de Auvernaux | Blason  | Écartelé: au 1 d'argent à la croix pattée et alésée de gueules, au 2 de sinople à une branche de laurier d'or, posée en fasce contournée et courbée, au 3 de sinople à trois épis de blé, tigés, feuillés, empoignés et liés d'or, au 4 d'argent à la bande ondée d'azur. |
| Blason de Auvernaux | Détails | Sur le site de l'Annuaire des Collectivités, 2025. Auteur(s)M. Jean-François Binon |

| Blason de Auvers-Saint-Georges | Blason  | De sinople à saint Georges à cheval terrassant le dragon, le tout contourné d'argent et soutenu de deux coquilles d'escargot du même. |
| Blason de Auvers-Saint-Georges | Détails | Officiel |

| Blason de Avrainville | Blason  | Parti d'argent à deux crosses adossées de gueules, et de sinople à une gerbe d'or liée du second et sommée de trois fleurettes du troisième.                                                                        |
| Blason de Avrainville | Détails | Les deux crosses abbatiales évoquent les abbés de Saint-Germain-des-Prés, seigneurs d’Avrainville, et la gerbe de blé symbolise l’activité agricole de la commune. Le statut officiel du blason reste à déterminer. |

Pas d'information pour les communes d'Authon-la-Plaine 
- Haut – A
- B
- C
- D
- E
- F
- G
- H
- I
- J
- K
- L
- M
- N
- O
- P
- Q
- R
- S
- T
- U
- V
- W
- X
- Y
- Z

## B
| Blason de Ballainvilliers | Blason  | D'azur à la gerbe d'or soutenue d'un croissant d'argent, au chef de gueules* chargé de trois étoiles d'argent.  |
| Blason de Ballainvilliers | Détails | * Il y a là non-respect de la règle de contrariété des couleurs : ces armes sont fautives (gueules sur argent). |

| Blason de Ballancourt-sur-Essonne | Blason  | D'azur à deux épis de blé d'or passés en sautoir et cantonnés de quatre poissons d'argent, à l'écusson de gueules à la croix de Malte d'argent brochant en abîme. |
| Blason de Ballancourt-sur-Essonne | Détails | Le statut officiel du blason reste à déterminer. |

| Blason de Baulne | Blason  | D'or à trois fasces ondées de sinople, au franc-canton d'azur chargé de deux poissons du champ nageant l'un sur l'autre. |
| Blason de Baulne | Détails | Adoptées en 1984 |

| Blason de Bièvres | Blason  | De sinople à la fasce ondée d'argent chargée d'une bièvre de sable, accompagnée de trois fraises d'or. |
| Blason de Bièvres | Détails | Armes parlantes (Le castor était autrefois appelé "bièvre"). - Il existe une version de ce blason ou le bièvre et les fraises sont au naturel. Les deux versions sont valables. Le statut officiel du blason reste à déterminer. |

| Blason de Boigneville | Blason  | D'argent à deux fasces d'azur accompagnées de six annelets de gueules. |
| Blason de Boigneville | Détails | Confirmé par la mairie.                                                |

| Blason de Boissy-la-Rivière | Blason  | De sinople à trois fusées d'or posées en fasce.                                                                               |
| Blason de Boissy-la-Rivière | Détails | Armoiries inspirées de la famille de FUZAY, qui tint le lieu de 1604 à 1737. Le statut officiel du blason reste à déterminer. |

| Blason de Boissy-le-Cutté | Blason  | Coupé d'azur à deux fasces ondées d'argent (famille de SELVE), et de gueules à une grappe de raisin d'or feuillée du même, accostée de deux massettes de carrier d'argent et accompagnée en pointe d'un épi de blé et d'une branche de chêne aussi d'or passés en sautoir. |
| Blason de Boissy-le-Cutté | Détails | Au 1) reprise des armes de la famille de Selve, qui tint les environs et le lieu ; au 2) les attributs économiques de la commune. Le statut officiel du blason reste à déterminer.                                                                                         |

| Blason de Boissy-le-Sec | Blason  | D'argent à l'aigle au vol abaissé de sable, armée, lampassée, becquée et couronnée d'or, l'aile dextre d'azur chargée de six annelets du troisième ordonnés 1, 2 et 3. |
| Blason de Boissy-le-Sec | Détails | Le statut officiel du blason reste à déterminer. |

| Blason de Boissy-sous-Saint-Yon | Blason  | Parti de gueules à un chêne de sinople* futé d'argent, et du premier à une gerbe d'or ; enté en pointe du second à un cerf élancé d'argent. |
| Blason de Boissy-sous-Saint-Yon | Détails | * Il y a là non-respect de la règle de contrariété des couleurs : ces armes sont fautives (sinople sur gueules).                            |

| Blason de Bondoufle | Blason  | Écartelé : au 1er parti d'azur à trois épis de blé d'or, les tiges passées en sautoir et en pal, et d'un coticé d'or et de gueules de seize pièces ; au 2d de gueules à trois losanges d'argent ; au 3e de gueules à la croix ancrée alésée d'argent ; au 4e d'azur à trois herses d'argent. |
| Blason de Bondoufle | Détails | Le statut officiel du blason reste à déterminer. |

| Blason de Bouray-sur-Juine | Blason  | D'argent au château de gueules ouvert de sable, l'ouverture chargée d'une roue de moulin d'or, chaque tour sommée d'une bannière, celle de dextre taillée de sinople et d'or, celle de senestre de gueules à la croix d'argent ; le tout posé sur une champagne de sinople chargée de deux épis du troisième passés en sautoir.                                                                                                  |
| Blason de Bouray-sur-Juine | Détails | Le château à deux tours représente le rattachement du Petit-Mesnil à la commune de Bouray. Le sable symbolise la science et le modernisme, la champagne évoque l'activité meunière qui fit fleurir la commune jusqu'après la Seconde Guerre mondiale. L'argent du champ évoque l'innocence des habitants et le gueules du champ le courage d'affronter la vie et le sang versé. Le statut officiel du blason reste à déterminer. |

| Blason de Boussy-Saint-Antoine | Blason  | D’argent à l’aigle de sable chargée d’un écusson d’or au tau de gueules. |
| Blason de Boussy-Saint-Antoine | Détails | Armoiries inspirées des armes de l’Abbaye de Chaume en Brie, qui tint Boussy jusqu'en 1426, pour ses soutiens (2 clés de st-Pierre et 2 fleurs de Lys) et de celles de l'abbaye de Saint-Antoine de Viennois, qui tint Boussy de 1426 à 1778, pour l'Aigle éployée (non bicéphale) et le Tau de Saint-Antoine brochant au cœur de l'écu. Adoptées en 1960. |

| Blason de Boutervilliers | Blason  | Parti: au 1) coupé: au 1a) de gueules à un agneau pascal d'argent portant une croix haute d'or à une bannière d'argent chargée d'une croisette latine de gueules, au 1b) de sinople à une gerbe de blé d'or, au 2) d'or à une tour de gueules ouverte, ajourée et maçonnée de sable |
| Blason de Boutervilliers | Détails | Sur le site de la commune depuis au moins 2023. Auteur(s)M. Jean-François Binon |

| Blason de Boutigny-sur-Essonne | Blason  | D'argent à une pyramide de pierres de sable maçonnée du champ mouvant de la pointe, chargée d'un écusson parti d'or et d'azur à la croix ancrée de gueules brochant sur la partition ; la pyramide surmontée de deux doloires adossées du même ; au chef ondé d'or soutenu de sinople et chargé de trois maillets du même. Ornements extérieursL'écu est timbré de la classique couronne murale de trois tours, et est soutenu par deux gerbes de roseaux d'or fruités de sable mouvant de quatre burelles ondées d'argent posées en pointe. |
| Blason de Boutigny-sur-Essonne | Détails | Adoptées le 22 mars 1963. Auteur(s)M. Robert Louis |

| Blason de Bouville | Blason  | Écartelé d'argent à la fasce de gueules chargée de trois annelets d'or, et d'azur au château de Farcheville d'or ouvert et ajouré de sable, flanqué à dextre et à senestre d'une muraille crénelée du troisième mouvant des deux flancs de l'écu. |
| Blason de Bouville | Détails | Le statut officiel du blason reste à déterminer. |

| Blason de Brétigny-sur-Orge | Blason  | D'or à deux marteaux de gueules posés en pal et rangés en fasce, soutenus d'une rose du même, au chef d'azur chargé d'un vol d'argent, enfermant une roue d'engrenage surchargée en cœur de deux lettres e minuscule et V capitale rangées en pal et surmontée d'une étoile, le tout du champ. |
| Blason de Brétigny-sur-Orge | Détails | Le statut officiel du blason reste à déterminer. |

| Blason de Breuillet | Blason  | D'azur à la tierce ondée d'argent posée en bande, accompagnée, en chef, d'une grappe de raisin d'or et, en pointe, d'un fer de moulin du même, à l'orle crénelée aussi d'or et à la bordure de gueules, à l'écusson du même à la cloche aussi d'argent brochant en abîme sur la tierce. |
| Blason de Breuillet | Détails | "L’étymologie du nom de Breuillet est rappelée par le liseré qui suit le bord de l’écu. Ce dernier est crénelé en souvenir de l’argile, matière première des briques et des tuiles qui y fut, par le passé, une grande activité. La grappe de raisin rappelle que Breuillet fut un immense vignoble et le fer-de-moulin, que les trois rivières du lieu, symbolisées par les filets en bande ondée, ont alimenté de nombreux moulins. L’écusson chargé d’une cloche signifie que la commune était rattachée à Saint-Yon, qui porte quatre cloches sur son propre blason. La cloche signifie terre d’Eglise." (Site de la commune) Le statut officiel du blason reste à déterminer. |

| Blason de Brières-les-Scellés | Blason  | De gueules à la fasce d'or chargée de trois molettes de sable. |
| Blason de Brières-les-Scellés | Détails | Le statut officiel du blason reste à déterminer.               |

| Blason de Briis-sous-Forges | Blason  | D'or à la bande d'azur chargée de trois annelets d'argent. |
| Blason de Briis-sous-Forges | Détails | Le statut officiel du blason reste à déterminer.           |

| Blason de Brunoy | Blason  | D'or à la croix de gueules cantonnée de quatre lionceaux du même. |
| Blason de Brunoy | Détails | Le statut officiel du blason reste à déterminer.                  |

| Blason de Bruyères-le-Châtel | Blason  | D'or au lion de sable, la queue fourchée, nouée et passée en sautoir. |
| Blason de Bruyères-le-Châtel | Détails | Le statut officiel du blason reste à déterminer.                      |

| Blason de Buno-Bonnevaux | Blason  | D'or à deux crosses de gueules passées en sautoir, accompagnées aux flancs de deux arbres de sinople ; à la champagne ondée d'azur chargée de deux épis de blé d'argent et d'une abeille volant en bande du même brochante.                                                                                         |
| Blason de Buno-Bonnevaux | Détails | Les deux arbres soulignent l'appartenance de la commune au canton de Milly la Forêt ; les deux crosses rappellent la fusion des deux paroisses ; l'onde = l'Essonne qui arrose la commune ; l'abeille et le blé reprennent le logo du parc régional du Gâtinais Français. Adoptées. Auteur(s)M. Jean-François Binon |

| Blason de Bures-sur-Yvette | Blason  | D'or à six annelets de gueules ordonnés 3, 2 et 1. |
| Blason de Bures-sur-Yvette | Détails | Le statut officiel du blason reste à déterminer.   |

Pas d'information pour les communes suivantes : Blandy, Bois-Herpin, Boullay-les-Troux, Breux-Jouy, Brouy.
- Haut – A
- B
- C
- D
- E
- F
- G
- H
- I
- J
- K
- L
- M
- N
- O
- P
- Q
- R
- S
- T
- U
- V
- W
- X
- Y
- Z

## C
| Blason de Cerny | Blason  | Coupé d’azur à trois merlettes d’argent accompagnées en chef d’une étoile du même (qui sont de la famille Carnot) ; et du premier à deux fasces ondées du second (de la famille de Selve). Ornements extérieursÉcu timbré de la couronne murale d’or à trois tours crénelées, soutenu par deux gerbes d’or mouvant de la pointe et liées du champ. |
| Blason de Cerny | Détails | Le statut officiel du blason reste à déterminer. |

| Blason de Chalo-Saint-Mars | Blason  | Écartelé d'argent à la croix potencée alésée d'or* cantonnée de quatre croisettes du même (de Jérusalem), et de sinople à l'écusson de gueules chargé d'une feuille de chêne d'argent, à la bordure d'or. |
| Blason de Chalo-Saint-Mars | Détails | Le statut officiel du blason reste à déterminer. |

| Blason de Chalou-Moulineux | Blason  | Écartelé : au 1er de France, au 2d de gueules à la croix pattée d'argent, au 3e de gueules à une carpe d'argent posée en pal, au 4e d'azur à une gerbe d'or. |
| Blason de Chalou-Moulineux | Détails | "Le 1er rappelle les origines royales de la commune, le 2d est un hommage aux hospitaliers de Saint Jean de Jérusalem, le 3e rappelle les pêches d'antan à l'étang de Moulineux et le 4e marque la situation géographique en Beauce." Le statut officiel du blason reste à déterminer. |

| Blason de Champcueil | Blason  | Écartelé d'argent à trois bogues de châtaigne feuillées chacune d'une pièce de sinople, et de gueules à trois épis de blé d'or posés en pal et sautoir ; sur le tout d'azur au chevron d'or accompagné de trois fleurs de lys du même. |
| Blason de Champcueil | Détails | Le statut officiel du blason reste à déterminer. |

| Blason de Champlan | Blason  | De gueules à la croix d'argent chargée de cinq coquilles en ombre de sable; au chef ondé d'or. |
| Blason de Champlan | Détails | Les armes d'Harville, dont le blason communal se réclame par héritage féodal, arbore des coquilles de sable contrairement à ceux de la commune. Conflit héraldique : le dessin ne présente que deux coquilles. Le statut officiel du blason reste à déterminer. |

| Blason de Champmotteux | Blason  | D'azur à la tour d'argent ouverte, ajourée et maçonnée de sable, posée sur un tertre de trois coupeaux d'or, au chef de gueules* chargé de trois étoiles de six rais d'or; le tout sommé du chef de France ancien. |
| Blason de Champmotteux | Détails | La commune annonce porter le Chef de France ancien "de par son appartenance à l'Ile de France". Or, nonobstant les questions d'usurpation d'armoiries, les armes de l'Ile de France sont celles de France moderne : "d'azur à trois fleurs de lys d'or". * Il y a là non-respect de la règle de contrariété des couleurs : ces armes sont fautives (Gueules sur Azur.). |

| Blason de Chatignonville | Blason  | Écartelé: au 1 de gueules à une épée d'argent garnie d'or, au 2 d'azur à la bande d'or, au 3 d'azur à une gerbe de blé d'or, au 4 de gueules à un moulin à vent d'argent. |
| Blason de Chatignonville | Détails | Site la Communauté d'Agglomération de l'Etampois Sud-Essonne, 2025. |

| Blason de Cheptainville | Blason  | Coupé d'un parti d'azur à une grappe de raisin tigée et feuillée d'or, et de gueules à une plume d'argent et une épée du même garnie d'or passées en sautoir ; et de sinople à une gerbe d'or liée de gueules et soutenue de deux rinceaux de chêne, les tiges passées en sautoir. |
| Blason de Cheptainville | Détails | Adoptées en 1996. Auteur(s)M. Paul Comette |

| Blason de Chilly-Mazarin | Blason  | De gueules au chevron fascé ondé d'argent et d'azur de six pièces accompagné de trois lionceaux d'or.                                         |
| Blason de Chilly-Mazarin | Détails | Reprise sans modification (usurpation ?) des armes de la famille de RUZÉ D'ÉFFIAT, disponibles dans l'Armorial d'HOZIER, généralité de Tours. |

| Blason de Corbeil-Essonnes | Blason  | Parti d'azur à un cœur de gueules* chargé d'une fleur de lys d'or, et du premier à trois épis de blé du troisième posés en éventail. Devise / Cri« cor bello paceque fidum » (cœur fidèle en guerre et en paix). |
| Blason de Corbeil-Essonnes | Détails | * Il y a là non-respect de la règle de contrariété des couleurs : ces armes sont fautives (gueules sur azur). |

| Blason de Corbreuse | Blason  | Écartelé : au 1er d'or à un corbeau passant de sable, allumé et becqué d'argent, au 2d d'azur à un chêne arraché d'or, au 3e d'azur à une gerbe d'or, au 4e d'or à deux fasces de gueules. |
| Blason de Corbreuse | Détails | Armes parlantes. Adoptées le 15 septembre 2006. Auteur(s)M. Arnaud Souffrice |

| Blason de Courdimanche-sur-Essonne | Blason  | De sinople à la croix d'argent cantonnée de quatre soleils non figurés à huit rayons droits, dessinés en ombre en traits d'argent. |
| Blason de Courdimanche-sur-Essonne | Détails | Inspiré des armes de la famille de Hurault, seigneurs du château de Bélesbat de 1498 à 1706, qui portait « d'or à la croix d'azur cantonnée de quatre soleils non figurés de gueules », présentes sur la poterne d'entrée du château. Le statut officiel du blason reste à déterminer. |

| Blason de Courson-Monteloup | Blason  | De sinople à Saint-Claude d'argent drapé et nimbé d'or, au chef ondé de France ancien soutenu du second. |
| Blason de Courson-Monteloup | Détails | Adoptées en 1994.                                                                                        |

| Blason de Crosne | Blason  | D'argent à la fasce d'azur chargée de trois bandes d'or, accompagnée en chef d'une croisette ancrée de gueules et en pointe de trois têtes de lion arrachées du même (famille THIROUX de Crosne). Ornements extérieursL'écu est timbré de la couronne murale à trois tours crénelées d'or et soutenu par un plan de crosne tigé, feuillé et fleuri d'or avec au pied de la souche ses rhizomes de même. |
| Blason de Crosne | Détails | Le statut officiel du blason reste à déterminer. |

Pas d'information pour les communes suivantes : Chamarande,  Chauffour-lès-Étréchy, Courances, Courcouronnes, Chevannes, Congerville-Thionville
- Haut – A
- B
- C
- D
- E
- F
- G
- H
- I
- J
- K
- L
- M
- N
- O
- P
- Q
- R
- S
- T
- U
- V
- W
- X
- Y
- Z

## D
| Blason de D'Huison-Longueville | Blason  | D’or à une botte de cresson de sinople ; mantelé d’azur à deux pics de carrier passés en sautoir et accompagnés en chef de deux abeilles, le tout du champ . |
| Blason de D'Huison-Longueville | Détails | Le statut officiel du blason reste à déterminer. |

| Blason de Dourdan | Blason  | D'azur à trois pots à deux anses garnis de fleurs, le tout d'argent, au chef de gueules* à trois fleurs de lis d'or. |
| Blason de Dourdan | Détails | * Il y a là non-respect de la règle de contrariété des couleurs : ces armes sont fautives (gueules sur azur).        |

| Blason de Draveil | Blason  | D'or à la champagne ondée de sinople chargée de deux jumelles ondées d'argent, à un chêne arraché de sinople, mouvant de la champagne, chargé de sept glands du champ ; au chef de gueules chargé de trois roses du troisième. Ornements extérieursÉcu timbré de la couronne murale à trois tours crénelées d'or et soutenu par deux pampres de vignes. Devise / CriInter undas et arbores (entre les ondes et les arbres) |
| Blason de Draveil | Détails | Le statut officiel du blason reste à déterminer. |

Pas d'information pour Dannemois.
- Haut – A
- B
- C
- D
- E
- F
- G
- H
- I
- J
- K
- L
- M
- N
- O
- P
- Q
- R
- S
- T
- U
- V
- W
- X
- Y
- Z

## E
| Blason de Écharcon | Blason  | Écartelé : au 1er de sinople à une gerbe d'or, au 2d de gueules à un lion d'azur*, au 3e d'or à la tour du lieu d'argent*, au 4e d'azur à un poisson accompagné en chef d'une burelle ondée et en pointe de deux jumelles ondées, le tout d'argent. |
| Blason de Écharcon | Détails | Conflit héraldique : le dessin présente la tour ajourée de sable. * Il y a là non-respect de la règle de contrariété des couleurs : ces armes sont fautives (azur sur gueules au 2d et argent sur or au 3e.).                                       |

| Blason de Égly | Blason  | De gueules au loup contourné d'or, la tête regardant vers la dextre, denté d'argent, au chef de France. |
| Blason de Égly | Détails | Adoptées le 4 juin 1982.                                                                                |

| Blason de Épinay-sous-Sénart | Blason  | D'azur au chevron ondé d'argent soutenu d'une crosse d'or et d'une quenouille du même passées en sautoir.                                                                                 |
| Blason de Épinay-sous-Sénart | Détails | Le chevronnel ondé représente la pointe de l'Yerres. La crosse et la quenouille sont les attributs de l'Abbaye Sainte-Geneviève-du-Mont. Le statut officiel du blason reste à déterminer. |

| Blason de Épinay-sur-Orge | Blason  | D'azur à trois fusées d'argent posées en fasce.  |
| Blason de Épinay-sur-Orge | Détails | Le statut officiel du blason reste à déterminer. |

| Blason de Estouches | Blason  | D'azur à onze fleurs de lys d'or ordonnées 3, 2, 3, 2, 1. |
| Blason de Estouches | Détails | Le statut officiel du blason reste à déterminer.          |

| Blason de Étampes | Blason  | De gueules à la tour crénelée d'or flanquée de deux tourelles en forme de guérite du même, la tour ouverte et ajourée de sable et chargée d'un écusson d'azur à trois fleurs de lis d'or, brisé en cœur d'un bâton péri en bande de gueules, chargé de trois lionceaux d'argent. |
| Blason de Étampes | Détails | Le statut officiel du blason reste à déterminer. |

| Blason de Étiolles | Blason  | Écartelé : au 1er de gueules à un roc d'échiquier d'or, au 2d d'argent à un chêne arraché de sinople englanté d'or, au 3e d'azur à un massacre de cerf d'argent sommé d'une couronne royale d'or, au 4e d'or à un roc d'échiquier de gueules. |
| Blason de Étiolles | Détails | Le statut officiel du blason reste à déterminer. |

| Blason de Étréchy | Blason  | Coupé d'un parti de gueules à la croix de Malte d'argent, et du même à l'aigle au vol abaissé de sable, armée, lampassée, becquée et couronnée d'or, l'aile dextre d'azur chargée de six annelets aussi d'or ordonnés 1, 2 et 3 (famille de ) ; et d'azur à la fasce d'argent. |
| Blason de Étréchy | Détails | La pointe représente la route Paris↔Orléans qui traverse la ville. La municipalité emploie ce blason orné du nom de la ville en lettres de sable sur la fasce d'argent. Armoiries conçues dans les années 1950, officiellement adoptées en 2004.                               |

| Blason de Évry | Blason  | Écartelé : au 1er parti d'azur à trois fleurs de lys d'or, au bâton péri de gueules (de Bourbon-Condé) et d'azur à trois fleurs de lys d'or au lambel d'argent (d'Orléans) ; au 2e contre-écartelé d'or à un château de gueules maçonné de sable surmonté de trois têtes de Maure rangées et tortillées d'argent, et du même à trois fasces ondées d'azur ; au 3e enté-ondé d'argent et de gueules de six pièces ; au 4e d'argent à trois fasces d'azur ; sur le tout d'azur au château accompagné en chef de trois fleurs de lys posées en fasce, en pointe d'une nef sur une mer d'argent, et accosté de deux gerbes l'une à dextre l'autre à senestre, le tout d'or. |
| Blason de Évry | Détails | Conflit héraldique : le 2 présente un château ouvert et ajouré du champ et présente deux fasces ondées d'azur. Le statut officiel du blason reste à déterminer. |

- Haut – A
- B
- C
- D
- E
- F
- G
- H
- I
- J
- K
- L
- M
- N
- O
- P
- Q
- R
- S
- T
- U
- V
- W
- X
- Y
- Z

## F
| Blason de Fontaine-la-Rivière | Blason  | Écartelé aux 1er et 4e d'argent à un écureuil au naturel, au 2e de France, au 3e d'argent à une jumelle ondée d'azur ; une filière d'or combinée à un filet en croix du même brochant sur la partition. |
| Blason de Fontaine-la-Rivière | Détails | Le statut officiel du blason reste à déterminer. |

| Blason de Fontenay-le-Vicomte | Blason  | D'azur écartelé par deux traits d'argent cantonnés au 1er de trois poissons mal ordonnés, au 2d de deux épis tigés et feuillés posés en chevron renversé, au 3e d'une tête de cheval, au 4e d'une quintefeuille, le tout du second,. |
| Blason de Fontenay-le-Vicomte | Détails | Le statut officiel du blason reste à déterminer. |

Pas d'information pour les communes de Fleury-Mérogis, Fontenay-lès-Briis et Forges-les-Bains
- Haut – A
- B
- C
- D
- E
- F
- G
- H
- I
- J
- K
- L
- M
- N
- O
- P
- Q
- R
- S
- T
- U
- V
- W
- X
- Y
- Z

## G
| Blason de Gif-sur-Yvette | Blason  | D'azur à la tête de femme d'argent couronnée d'or et accompagnée de trois fleurs de lys du même. |
| Blason de Gif-sur-Yvette | Détails | Blason reprenant les anciennes armoiries de l’abbaye Notre-Dame du Val de Gif. La figure féminine serait celle de la fondatrice de l’abbaye, une princesse de la famille royale à l’époque carolingienne, ou bien Isabelle de Giffa, premier seigneur de Gif. Le statut officiel du blason reste à déterminer. |

| Blason de Gironville-sur-Essonne | Blason  | D'argent à deux cotices ondées posées en barre sur lesquelles broche partiellement en cœur une roue de moulin de gueules, accompagnées en chef d'un chêne arraché au naturel et en pointe d'un épi de blé feuillé d'or.                                  |
| Blason de Gironville-sur-Essonne | Détails | L'Armorial des Communes de France annonce les armes de la ville comme arborant un arbre fêté de tenné, et l'épi de blé d'orangé plutôt que d'or. La version actuellement figurée ci-contre est fautive. Le statut officiel du blason reste à déterminer. |

| Blason de Gometz-la-Ville | Blason  | Parti d'or et de gueules à la fusée chargée d'une croisette patriarcale brochante et accompagnée aux flancs de deux fleurs de lys, le tout de l'un en l'autre. |
| Blason de Gometz-la-Ville | Détails | Le statut officiel du blason reste à déterminer. |

| Blason de Gometz-le-Châtel | Blason  | De gueules à la fasce d'or accompagnée d'une cloche en chef et de deux cornes de bouc en pointe, le tout d'argent. |
| Blason de Gometz-le-Châtel | Détails | Le statut officiel du blason reste à déterminer.                                                                   |

| Blason de Grigny | Blason  | Écartelé de sinople à trois chardons d'argent, et de gueules à trois besants d'or. Devise / Cri« grigniacum » (une terre difficile à labourer). |
| Blason de Grigny | Détails | Le statut officiel du blason reste à déterminer.                                                                                                |

| Blason de Guigneville-sur-Essonne | Blason  | D'azur au chevron d'or accompagné de trois croissants d'argent mal ordonnés en chef et d'une fleur de lys du second en pointe. |
| Blason de Guigneville-sur-Essonne | Détails | Le statut officiel du blason reste à déterminer.                                                                               |

| Blason de Guillerval | Blason  | De gueules à trois annelets entrelacés d'or rangés en fasce, au chef cousu de France. |
| Blason de Guillerval | Détails | Le statut officiel du blason reste à déterminer.                                      |

Pas d'information pour Guibeville.
- Haut – A
- B
- C
- D
- E
- F
- G
- H
- I
- J
- K
- L
- M
- N
- O
- P
- Q
- R
- S
- T
- U
- V
- W
- X
- Y
- Z

## I
| Blason de Igny | Blason  | D'argent à l'écusson d'azur à la fasce d'or accompagnée de deux merlettes du champ, celle en pointe surmontée de deux coquilles aussi d'or ; ledit écusson cantonné de quatre lions de gueules |
| Blason de Igny | Détails | Le statut officiel du blason reste à déterminer. |

| Blason de Itteville | Blason  | D'azur à la bande d'argent chargée d'un lézard de sable armé et couronné de gueules, et accompagnée de trois fleurs de lys en chef et de cinq burelles ondées en pointe, le tout d'or. Devise / Cri« ittae villa » |
| Blason de Itteville | Détails | Le statut officiel du blason reste à déterminer. |

## J
| Blason de Juvisy-sur-Orge | Blason  | Parti de gueules à trois pals d'or, et de sinople au pont double d'une arche sommé d'une fontaine, le tout d'argent, maçonné de sable ; au chef de France. |
| Blason de Juvisy-sur-Orge | Détails | Le 22 mai 1942 le conseil municipal de Juvisy vota par délibération la création de son blason.                                                             |

Pas d'information pour les communes de Janville-sur-Juine et Janvry.
- Haut – A
- B
- C
- D
- E
- F
- G
- H
- I
- J
- K
- L
- M
- N
- O
- P
- Q
- R
- S
- T
- U
- V
- W
- X
- Y
- Z

## L
| Blason de La Ferté-Alais | Blason  | D'azur à une fleur de lys florencée d'or, à deux oiseaux d'argent adossés, la tête contournée, perchés sur les deux volutes. |
| Blason de La Ferté-Alais | Détails | Le statut officiel du blason reste à déterminer.                                                                             |

| Blason de La Forêt-le-Roi | Blason  | Parti de sinople au chef d'or, au lion de gueules brochant ; et du même à l'épi de blé du second en pal ; au chef de France ancien. |
| Blason de La Forêt-le-Roi | Détails | Le dextre est aux armes de FLEURIGNY. Le senestre est une simple évocation de l'agriculture. Le chef de France ancien, qui ne fut pas concédé par le Roi, est en fait le souvenir du fait que la commune fit autrefois partie du terrain de chasse du Roi lorsqu'il résidait à Dourdan. Le statut officiel du blason reste à déterminer. |

| Blason de La Norville | Blason  | D'azur à la barre d'argent chargée de l'inscription LA NORVILLE en lettres capitales de sable, accompagnée en chef d'une bogue de châtaigne et en pointe d'un châtaignier, le tout au naturel. |
| Blason de La Norville | Détails | Le statut officiel du blason reste à déterminer. |

| Blason de Lardy | Blason  | D'azur à la herse de labour d'or, à la bordure componée d'argent et de gueules de dix pièces.                                                                           |
| Blason de Lardy | Détails | Armes empruntées au premier seigneur féodal connu du lieu : Yvon de KARMAZET, baron au service de Charles VII Adoptées. Auteur(s)Commission Héraldique de Seine-et-Oise |

| Blason de La Ville-du-Bois | Blason  | D'or au chevron de gueules accompagné de deux flanchis du même en chef, et d'un arbre de sinople en pointe ; au chef du second chargé de trois fermaux du champ. |
| Blason de La Ville-du-Bois | Détails | Le statut officiel du blason reste à déterminer. |

| Blason de Le Coudray-Montceaux | Blason  | D'azur au pied de noisetier d'argent planté sur un mont de trois coupeaux du même mouvant de la pointe, accosté, à dextre, de trois feuilles de chêne et de trois glands rayonnants d'or et, à senestre, d'un fer à cheval du même, surmonté d'une divise ondée aussi d'argent. |
| Blason de Le Coudray-Montceaux | Détails | Le statut officiel du blason reste à déterminer. |

| Blason de Le Plessis-Pâté | Blason  | Parti de sinople à un épi de blé d'or, et d'azur à une fleur de lys d'or ; le tout sommé d'un chef de gueules chargé d'un oiseau d'argent volant de front, surmonté d'une étoile du même. |
| Blason de Le Plessis-Pâté | Détails | Le statut officiel du blason reste à déterminer. |

| Blason de Les Ulis | Blason  | D'azur à la barre d'or, chargée en chef d'un besant d'argent*, en cœur d'un tourteau d'azur et en pointe d'un besant en ombre d'or*, accompagnée en chef de trois tours modernes accolées et mouvantes de taille décroissante, celle de dextre en ombre d'azur, celle du centre d'or et celle de senestre d'argent, et en pointe d'un brasier d'or sommé d'un épi de blé du même posé en barre et sur lequel broche le mot ULIS en lettres capitales d'argent*. |
| Blason de Les Ulis | Détails | * Il y a là non-respect de la règle de contrariété des couleurs : ces armes sont fautives (argent et or sur or). |

| Blason de Leudeville | Blason  | Écartelé en sautoir : aux 1er et 4e palé d'argent et d'azur, au 2d d'azur à un écureuil contourné d'argent, au 3e d'argent à quatre burelles alésées d'azur. Ornements extérieurs - une couronne murale de trois tours en cimier - Deux rameaux de chêne et laurier de sinople passés en sautoir en pointe et liés d'or |
| Blason de Leudeville | Détails | Conflit héraldique : le dessin ne montre que trois burelles. Adoptées à une date inconnue, cependant antérieure au 14 octobre 1993. Auteur(s)MM. l'Abbé Lebeuf et Philippe de Leudeville |

| Blason de Leuville-sur-Orge | Blason  | Écartelé d'un coupé d'argent à un léopard d'or* et d'azur à six besants du premier ordonnés 3,2,1 ; et de sable à trois bandes de gueules*, la bande médiane chargée de trois étoiles du premier. |
| Blason de Leuville-sur-Orge | Détails | * Il y a là non-respect de la règle de contrariété des couleurs : ces armes sont fautives (or sur argent et gueules sur sable.).                                                                  |

| Blason de Le Val-Saint-Germain | Blason  | De sinople à la bande d'argent chargée d'une branche de chêne, d'une branche de hêtre et d'une branche d'aulne, toutes trois de sinople et fruitées du même, accompagnée du château du lieu d'argent en chef, et de l'église du lieu du même mouvant du flanc dextre en pointe. |
| Blason de Le Val-Saint-Germain | Détails | Conflit héraldique : l'église est dessinée ajourée de sable. Le statut officiel du blason reste à déterminer. |

| Blason de Limours | Blason  | D'or à la croix d'azur cantonnée de quatre soleils non figurés de gueules. |
| Blason de Limours | Détails | Le statut officiel du blason reste à déterminer.                           |

| Blason de Linas | Blason  | De gueules à une crosse d'or senestrée d'une palme de sinople*, toutes deux accompagnées d'une étoile d'argent au point du chef. |
| Blason de Linas | Détails | * Il y a là non-respect de la règle de contrariété des couleurs : ces armes sont fautives (Sinople sur gueules). L'enquerre causée par la palme de sinople, aurait pu être évitée du fait que la palme est naturellement verte, mais il aurait fallu la blasonner "au naturel" |

| Blason à dessiner | Blason  | Taillé: au premier de gueules au chevalier armé d'une lance de tournoi au naturel mouvant de la partition, au 2e de sinople au chevalier armé d'une épée et d'un bouclier au naturel mouvant de la pointe; à la cotice en barre de sinople, brochant sur la partition et chargée de l'inscription « LICEA » d'or accostée de deux flèches du même, affrontées et sans empennage; le tout sommé d'un comble de sinople chargé de l'inscription « LISSES » d'or accostée de deux compons de gueules eux-mêmes accompagnés en flancs de deux étoiles à six rais d'or. |
| Blason à dessiner | Détails | Le statut officiel du blason reste à déterminer. |

| Blason de Longjumeau | Blason  | D'argent semé de trèfles de gueules, à deux taux de même en chef surmontant deux perroquets de sinople affrontés becqués et membrés du deuxième, le tout brochant.                                                          |
| Blason de Longjumeau | Détails | Les taux ainsi que les perroquets, qui sont jumeaux, deux chacun, font allusion au nom de la commune. Reprise par la ville des armes de la famille GAILLARD DE LONGJUMEAU. Le statut officiel du blason reste à déterminer. |

| Blason de Longpont-sur-Orge | Blason  | Parti de sinople et d'or à un pont courbé de sept arches d'argent brochant, surmonté d'une croisette pattée au pied fiché de gueules brochant sur le trait de partition, accompagnée en chef dextre d'une fleur de lys d'azur*, et en chef senestre d'une moucheture d'hermine de sable. |
| Blason de Longpont-sur-Orge | Détails | Armes parlantes. Armes à enquerre, adoptées le 20 avril 1988. Auteur(s)Société Historique de Longpont |

Pas d'information pour les communes suivantes : La Forêt-Sainte-Croix, Les Granges-le-Roi, Les Molières
- Haut – A
- B
- C
- D
- E
- F
- G
- H
- I
- J
- K
- L
- M
- N
- O
- P
- Q
- R
- S
- T
- U
- V
- W
- X
- Y
- Z

## M
| Blason de Maisse | Blason  | D'or à l'arbre terrassé de sinople.              |
| Blason de Maisse | Détails | Le statut officiel du blason reste à déterminer. |

| Blason de Marcoussis | Blason  | D'argent à la croix d'azur cantonnée de quatre aiglettes de gueules. |
| Blason de Marcoussis | Détails | Le statut officiel du blason reste à déterminer.                     |

| Blason de Marolles-en-Hurepoix | Blason  | D'argent au chevron d'azur accompagné de trois merlettes de sable, au chef ondé de gueules chargé d'une hure de sanglier d'or défendue du champ, languée et allumée aussi de gueules. |
| Blason de Marolles-en-Hurepoix | Détails | Armes parlantes. (hure) Le statut officiel du blason reste à déterminer. |

| Blason de Massy | Blason  | De sable au lion léopardé d'or armé et lampassé de gueules, au chef de France. |
| Blason de Massy | Détails | Le statut officiel du blason reste à déterminer.                               |

| Blason de Mauchamps | Blason  | De sinople au bouquet de trois épis de blé d'or séparés de deux chardons d'argent, au chef d'azur* chargé d'un agneau pascal aussi d'argent accosté de deux fers à cheval aussi d'or. |
| Blason de Mauchamps | Détails | * Ces armes emploient le terme « cousu » dans le seul but de contrevenir à la règle de contrariété des couleurs : elles sont fautives : azur sur sinople .                            |

| Blason de Mennecy | Blason  | D'azur au chevron d'or accompagné en chef de deux croisettes ancrées de même et en pointe d'un vase de porcelaine d'argent, à la devise ondée du même en chef surmontée d'un clou du même accosté de deux fleurs de lys du second. |
| Blason de Mennecy | Détails | Le statut officiel du blason reste à déterminer. |

| Blason de Méréville | Blason  | D'azur au chevron accompagné de deux roses en chef, et d'une gerbe en pointe, le tout d'or. |
| Blason de Méréville | Détails | Le statut officiel du blason reste à déterminer.                                            |

| Blason de Mérobert | Blason  | D'azur à la fleur de lys d'argent surmontée de deux roses d'or. |
| Blason de Mérobert | Détails | Le statut officiel du blason reste à déterminer.                |

| Blason de Mespuits | Blason  | Tranché d'or à deux puits au naturel* rangés en bande, et de sinople à quatre épis de blé, tigés et feuillés du premier, empoignés, rangés en bande. |
| Blason de Mespuits | Détails | Armes parlantes (puits). Les puits, comme toute construction humaine, n'ont pas de couleur précise et factuelle "au naturel". Aussi, toute couleur plausible (argent, gueules) sera valable pour colorer les puits de ces armes. Adoptées le 16 septembre 2017. |

| Blason de Milly-la-Forêt | Blason  | De sable au lion d'argent, au chef du même.      |
| Blason de Milly-la-Forêt | Détails | Le statut officiel du blason reste à déterminer. |

| Blason de Moigny-sur-École | Blason  | Écartelé : au 1er de gueules à une tour d'argent ouverte et ajourée du champ ; au 2d d'azur à une jumelle ondée d'argent ; au 3e de gueules à une tierce d'argent en barre ; au 4e d'azur à une serpe et un couteau affrontés en pal, tous deux d'argent. |
| Blason de Moigny-sur-École | Détails | Le statut officiel du blason reste à déterminer. |

| Blason de Mondeville | Blason  | Écartelé: au 1) de gueules à une masse et à un taillant de carrier d'argent, posés en bande et rangé en barre, au 2) d'azur à une grappe de raisin tigée, feuillée et vrillée d'or, au 3) d'azur à une gerbe de blé liée d'or, au 4) de gueules à un wagonnet d'argent sur son rail alésé du même. |
| Blason de Mondeville | Détails | Sur le site de la commune, 2023. |

| Blason de Monnerville | Blason  | De gueules à deux épis de blé d'or passés en sautoir, au chef d'azur* chargé d'un clou d'argent accosté de deux fleurs de lys aussi d'or. |
| Blason de Monnerville | Détails | * Ces armes emploient le terme « cousu » dans le seul but de contrevenir à la règle de contrariété des couleurs : elles sont fautives.    |

| Blason de Montgeron | Blason  | D’argent au chevron de gueules accompagné de trois grappes de raisin de même, au chef d’azur chargé d’une escarboucle d’or |
| Blason de Montgeron | Détails | Le statut officiel du blason reste à déterminer.                                                                           |

| Blason de Montlhéry | Blason  | D'or à la croix de gueules cantonnée de quatre alérions d'azur. Devise / Cri« memimerit se deum habere testem » (qu'il se souvienne qu'il a Dieu pour témoin). |
| Blason de Montlhéry | Détails | Utilisé depuis au moins 2009. |

| Blason de Morangis | Blason  | Écartelé d'azur au chevron d'or accompagné de trois coquilles du même, et du premier au coq du second crêté, barbé et membré de gueules. |
| Blason de Morangis | Détails | Le statut officiel du blason reste à déterminer.                                                                                         |

| Blason de Morigny-Champigny | Blason  | D'azur à la burelle ondée d'argent accompagnée en chef de deux gerbes d'or; au chef-pal d'or brochant, chargé d'une crosse de sable. |
| Blason de Morigny-Champigny | Détails | Adoptées le 12 décembre 2014. Auteur(s)M. Robert Louis en 1960                                                                       |

| Blason de Morsang-sur-Orge | Blason  | D'azur au chevron d'or accompagné en chef de deux roses d'argent et en pointe d'une coquille du même, au comble ondé d'or. Ornements extérieursL'écu timbré de la couronne murale à trois tours crénelées et soutenu de deux gerbes de blé liées en sautoir en pointe. |
| Blason de Morsang-sur-Orge | Détails | Le statut officiel du blason reste à déterminer. |

| Blason de Morsang-sur-Seine | Blason  | Coupé-ondé d'azur à une grappe de raisin feuillée d'or senestrée d'un mont isolé du même, et d'argent à une nef de gueules habillée du champ. |
| Blason de Morsang-sur-Seine | Détails | Le statut officiel du blason reste à déterminer.                                                                                              |

Seule Marolles-en-Beauce n'est pas à ce jour dotée d'armoiries.
- Haut – A
- B
- C
- D
- E
- F
- G
- H
- I
- J
- K
- L
- M
- N
- O
- P
- Q
- R
- S
- T
- U
- V
- W
- X
- Y
- Z

## N
| Blason de Nozay | Blason  | Écartelé : au 1er d'argent à la croix pattée alésée de gueules, au 2d d'or à l'écusson de France, au 3e d'or à une serpette de sable posée en bande, au 4e d'argent à une feuille de noyer de sinople. |
| Blason de Nozay | Détails | Armes parlantes. (noyer) Adoptées en 2013. Auteur(s)Association Nozay et son Histoire |

Seule Nainville-les-Roches n'est pas à ce jour dotée d'armoiries.
- Haut – A
- B
- C
- D
- E
- F
- G
- H
- I
- J
- K
- L
- M
- N
- O
- P
- Q
- R
- S
- T
- U
- V
- W
- X
- Y
- Z

## O
| Blason de Ollainville | Blason  | Ecartelé : au 1er de sinople à trois épis de blé d'or rangés en fasce, au 2d d'azur à deux fasces ondées abaissées d'or, une tulipe de gueules tigée et feuillée de sinople brochant sur le tout ; au 3e d'or à deux fasces ondées haussées d'azur, une usine stylisée de deux cheminées de gueules brochant ; au 4e d'or à deux feuilles d'aulne de sinople posées en fasce tête-bêche accolées l'une sur l'autre |
| Blason de Ollainville | Détails | Auteur(s)MM. Georges Solovieff et Franck Sourgens |

| Blason de Oncy-sur-École | Blason  | D'azur au rais d'escarboucle pommeté et fleurdelysé d'or. Devise / CriOn s'y plaist |
| Blason de Oncy-sur-École | Détails | Le statut officiel du blason reste à déterminer.                                    |

| Blason de Ormoy | Blason  | D'azur au chevron d'or accompagné de trois croisettes ancrées du même, au chef ondé du champ soutenu d'un filet ondé d'argent chargé de trois coquilles du même |
| Blason de Ormoy | Détails | Le statut officiel du blason reste à déterminer. |

| Blason de Ormoy-la-Rivière | Blason  | D'azur au chevron accompagné en chef de deux molettes et en pointe d'une rose tigée et feuillée, le tout d'or. |
| Blason de Ormoy-la-Rivière | Détails | Adoptées le 18 décembre 2020.                                                                                  |

| Blason de Orsay | Blason  | D'azur à la fasce d'or accompagnée d'un croissant accosté de deux étoiles en chef et d'un poisson en pointe, le tout d'argent |
| Blason de Orsay | Détails | Le statut officiel du blason reste à déterminer.                                                                              |

Pas d'information pour Orveau.
- Haut – A
- B
- C
- D
- E
- F
- G
- H
- I
- J
- K
- L
- M
- N
- O
- P
- Q
- R
- S
- T
- U
- V
- W
- X
- Y
- Z

## P
| Blason de Palaiseau | Blason  | Bandé d'or et de gueules de six pièces, au chef de sable chargé à dextre d'un lion léopardé d'or. |
| Blason de Palaiseau | Détails | Le statut officiel du blason reste à déterminer.                                                  |

| Blason de Paray-Vieille-Poste | Blason  | Parti d'azur à l'écusson de sable* à trois besants d'argent accompagné de trois fleurs de lys d'or ; et du même à la bande de gueules chargée de trois croissants d'argent ; le tout sommé d'un chef de gueules chargé d'un huchet contourné d'or virolé de sable. |
| Blason de Paray-Vieille-Poste | Détails | Reprise des armes de l'Abbaye de Saint-Germain-des-Prés (dextre) et de Noël de Jourda, Maréchal de Vaux. Tous deux tinrent le lieu sous la monarchie capétienne.* Ces armes emploient le terme « cousu » dans le seul but de contrevenir à la règle de contrariété des couleurs : elles sont fautives : sable sur azur. Le statut officiel du blason reste à déterminer. |

| Blason de Puiselet-le-Marais | Blason  | De gueules à six annelets d'or, à la bordure du même                                                                                             |
| Blason de Puiselet-le-Marais | Détails | L'Armorial des Communes de France n'annonce pas cette bordure d'or, plan de la ville à l'appui. Le statut officiel du blason reste à déterminer. |

| Blason de Pussay | Blason  | D'argent à deux fasces de gueules accompagnées de huit coquilles de sable en orle.                                                                                                   |
| Blason de Pussay | Détails | Reprise par la commune des armes de la famille féodale du lieu, les de LANGUEDOUE, qui tinrent le lieu du 14e siècle au 18e siècle. Le statut officiel du blason reste à déterminer. |

Pas d'information pour Pecqueuse, Plessis-Saint-Benoist et Prunay-sur-Essonne.
- Haut – A
- B
- C
- D
- E
- F
- G
- H
- I
- J
- K
- L
- M
- N
- O
- P
- Q
- R
- S
- T
- U
- V
- W
- X
- Y
- Z

## Q
| Blason de Quincy-sous-Sénart | Blason  | D'argent au lion de sable, armé et lampassé de gueules, à la bordure componée d'argent et de gueules, chaque compon chargé d'un maillet de gueules sur l'argent et d'or sur le gueules ; au chef d'azur chargé d'une fleur de lis d'or accostée de deux quintefeuilles d'argent et surmontée d'un lambel de gueules*, brochant sur la bordure. |
| Blason de Quincy-sous-Sénart | Détails | * Ces armes emploient le terme « cousu » dans le seul but de contrevenir à la règle de contrariété des couleurs : elles sont fautives : gueules sur azur. Adoptées le 22 septembre 1961. Auteur(s)M. Robert Louis |

- Haut – A
- B
- C
- D
- E
- F
- G
- H
- I
- J
- K
- L
- M
- N
- O
- P
- Q
- R
- S
- T
- U
- V
- W
- X
- Y
- Z

## R
| Blason de Richarville | Blason  | Gironné d'argent et de gueules, au lion d'or lampassé du second brochant sur le tout, à la bordure de sinople chargée de sept quintefeuilles du troisième et d'un besant du premier en pointe. |
| Blason de Richarville | Détails | Le statut officiel du blason reste à déterminer. |

| Blason de Ris-Orangis | Blason  | De gueules à une patte de lion arrachée d'or, posée en bande, les griffes vers le chef. |
| Blason de Ris-Orangis | Détails | Le statut officiel du blason reste à déterminer.                                        |

| Blason de Roinville | Blason  | D'azur à la barre de gueules, un vitrail d'église et deux clés romaines d'or à dextre, trois épis de blés d'or à senestre et une grappe de raisin de gueules en pointe, au chef d'or brodé du nom Roinville en lettres capitales de sable. |
| Blason de Roinville | Détails | * Il y a là non-respect de la règle de contrariété des couleurs : ces armes sont fautives (gueules sur azur.). |

| Blason à dessiner | Blason  | D'azur à trois épis de blé tigés, feuillés et empoignés, d'or, accompagnés, en chef et en flancs, de deux fleurs de lis d'argent surmontées de l'inscription « Roinvillilliers » en lettres cursives d'or et, en pointe, de six annelets du même ordonnés en orle. |
| Blason à dessiner | Détails | Le statut officiel du blason reste à déterminer. |

- Haut – A
- B
- C
- D
- E
- F
- G
- H
- I
- J
- K
- L
- M
- N
- O
- P
- Q
- R
- S
- T
- U
- V
- W
- X
- Y
- Z

## S
| Blason de Saclas | Blason  | D'argent à trois chevrons partis de sable et de sinople. |
| Blason de Saclas | Détails | Le statut officiel du blason reste à déterminer.         |

| Blason de Saclay | Blason  | De gueules à une représentation d'un atome, le noyau d'or, accompagné de quatre électrons d'argent sur leurs orbites de sable; au chef d'azur* soutenu d'une divise ondée d'argent, chargé d'un écusson de sable*, à trois besants d'argent, accosté de deux fleurs de lis d'or |
| Blason de Saclay | Détails | * Il y a là non-respect de la règle de contrariété des couleurs : ces armes sont fautives (azur sur gueules et sable sur azur). |

| Blason de Saint-Chéron | Blason  | Tranché d'or et de sinople au château d'azur brochant sur le tout. |
| Blason de Saint-Chéron | Détails | Le statut officiel du blason reste à déterminer.                   |

| Blason de Saint-Cyr-la-Rivière | Blason  | Écartelé: aux 1er et 4e fascé d'argent et d'azur à la bordure componée d'argent et d'azur, aux 2e et 3e fascé enté ondé d'argent et de gueules. |
| Blason de Saint-Cyr-la-Rivière | Détails | Le statut officiel du blason reste à déterminer.                                                                                                |

| Blason de Saint-Escobille | Blason  | D'argent au chevron d'azur, accompagné de trois coquelicots au naturel, les deux du chef affrontés. |
| Blason de Saint-Escobille | Détails | Le statut officiel du blason reste à déterminer.                                                    |

| Blason de Saint-Germain-lès-Arpajon | Blason  | Écartelé : au premier et au quatrième d'azur aux trois fleurs de lys d'or, à la bordure du même, au deuxième de gueules à l'ours passant d'or, au troisième d'azur aux trois fasces ondées d'argent. |
| Blason de Saint-Germain-lès-Arpajon | Détails | Le statut officiel du blason reste à déterminer. |

| Blason de Saint-Germain-lès-Corbeil | Blason  | D'azur à une tour d'argent sommée d'un basilic essorant d'or; au chef cousu de gueules* à une mitre d'argent accostée des lettres S et G d'or.             |
| Blason de Saint-Germain-lès-Corbeil | Détails | * Ces armes emploient le terme « cousu » dans le seul but de contrevenir à la règle de contrariété des couleurs : elles sont fautives : Gueules sur azur.. |

| Blason de Saint-Maurice-Montcouronne | Blason  | Écartelé : au 1er d'or à une roue de moulin de gueules ; au 2d d'azur à un mont de six coupeaux d'or surmonté de douze besants du même ordonnés en couronne ; au 3e d'azur à un glaive et une balance de justice posés en croix latine, le tout d'or ; au 4e d'or à une poterie de gueules ; au chef du même chargé d'une croix tréflée d'or. |
| Blason de Saint-Maurice-Montcouronne | Détails | Armes parlantes. (mont et couronne de besants) Adoptées le 22 juin 2012. Auteur(s)Société SEDI |

| Blason de Saint-Michel-sur-Orge | Blason  | D'azur à la bande d'or chargée de trois colombes au naturel posées à plomb. |
| Blason de Saint-Michel-sur-Orge | Détails | Le statut officiel du blason reste à déterminer.                            |

| Blason de Saint-Pierre-du-Perray | Blason  | D'azur à une grappe de raisin tigée et feuillée d'or, surmontée de deux bouquets de trois épis de blé du même posés en pal et sautoir, le tout soutenu d'une champagne ondée d'argent chargée d'une clef de sable posée en fasce, le panneton vers la pointe. |
| Blason de Saint-Pierre-du-Perray | Détails | Le statut officiel du blason reste à déterminer. |

| Blason de Saint-Vrain | Blason  | Parti d'argent à la croix de Saint Benoît de sable, et de gueules à un lion couronné du premier ; le tout sommé d'un chef de gueules chargé de trois écussons d'or. |
| Blason de Saint-Vrain | Détails | Adoptées le 20 novembre 1985. Auteur(s)Association Saint-Vrain et son Histoire                                                                                      |

| Blason de Saint-Yon | Blason  | D'azur à l'estrez d'or losangé de six pièces de gueules en pal et de quatre couchées en fasce, et cantonné de quatre cloches d'argent.                                                                                    |
| Blason de Saint-Yon | Détails | Marguerite de Saint-Yon, Dame noble du lieu vivant à l'époque d'HOZIER, fut inscrite à l'Armorial général de France comme portant ces armes, mais avec des cloches d'or. Le statut officiel du blason reste à déterminer. |

| Blason de Sainte-Geneviève-des-Bois | Blason  | D'azur au donjon couvert et pommeté d'argent, mouvant de la pointe, flanqué de deux échauguettes couvertes du même et ajourées de sable, le tout maçonné du même, accosté en chef de deux fleurs de lys d'or ; sur le tout de gueules à Sainte Geneviève d'argent auréolée d'or, priant et embrassant une quenouille aussi d'argent. |
| Blason de Sainte-Geneviève-des-Bois | Détails | Armes parlantes. Conflit héraldique : le donjon ainsi que les échauguettes sont couverts et pommetés d'or. Le statut officiel du blason reste à déterminer. |

| Blason de Saintry-sur-Seine | Blason  | D'azur à la fasce ondée d'argent accompagnée de trois feuilles de Ginkgo-Biloba d'or. Ornements extérieursSoutenus par deux rameaux de vigne. Devise / CriNe Quid Nimis |
| Blason de Saintry-sur-Seine | Détails | Le statut officiel du blason reste à déterminer. |

| Blason de Savigny-sur-Orge | Blason  | D'or au lion de gueules tenant de la patte dextre une lance polonaise d'argent à la bannière coupée d'azur et de gueules; au chef de France ancien. |
| Blason de Savigny-sur-Orge | Détails | Adoptées en 1952. |

| Blason de Soisy-sur-École | Blason  | De sinople à trois fleurs de lys au pied nourri d'argent. Devise / Cri« soisiacum juxta scolam ». |
| Blason de Soisy-sur-École | Détails | Le statut officiel du blason reste à déterminer.                                                  |

| Blason de Soisy-sur-Seine | Blason  | De sinople à trois chênes d'or, à la champagne d'argent chargée de cinq trangles ondées du champ, au poisson d'or brochant sur les trangles, à l'écusson parti d'hermine et de gueules brochant en abîme. |
| Blason de Soisy-sur-Seine | Détails | Les armes sur le tout sont celles de la famille de BAILLEUL, qui tint le lieu de 1620 à 1737. Le statut officiel du blason reste à déterminer.                                                            |

| Blason de Souzy-la-Briche | Blason  | Coupé ondé : au 1er parti, au I de sinople à la tête coupée de cheval d'or, bridée de gueules et au II d'argent à la biche couchée regardant de gueules, au 2d d'azur à la gerbe d'or liée de gueules et accostée de deux pics de carrier d'argent emmanchés d'or, celui de dextre posé en bande et celui de senestre posé en barre.                                                                              |
| Blason de Souzy-la-Briche | Détails | Armes parlantes. (biche) La tête de cheval est l'attribut de saint Martin, et la biche est celui de saint Gilles, ces derniers étant double vocable de l'église locale. Le coupé ondé représente la Renarde qui arrose la commune. Les pics de carrier rappellent les anciennes carrières de grès du village et la gerbe de blé est pour l'agriculture. Adoptées le 10 mars 2020. Auteur(s)M. Jean-François Binon |

Pas d'information pour les communes suivantes : Saint-Aubin, Saint-Cyr-sous-Dourdan, Saint-Hilaire, Saint-Jean-de-Beauregard, Saint-Sulpice-de-Favières, Saulx-les-Chartreux, Sermaise
- Haut – A
- B
- C
- D
- E
- F
- G
- H
- I
- J
- K
- L
- M
- N
- O
- P
- Q
- R
- S
- T
- U
- V
- W
- X
- Y
- Z

## T
Ni Tigery ni Torfou ne portent de blason.
- Haut – A
- B
- C
- D
- E
- F
- G
- H
- I
- J
- K
- L
- M
- N
- O
- P
- Q
- R
- S
- T
- U
- V
- W
- X
- Y
- Z

## V
| Blason de Varennes-Jarcy | Blason  | De gueules à la croix cléchée, vidée et pommetée de douze pièces d'or, soutenue de deux demi-roues de moulin de sable* issant d'une champagne ondée d'argent |
| Blason de Varennes-Jarcy | Détails | * Il y a là non-respect de la règle de contrariété des couleurs : ces armes sont fautives (sable sur gueules).                                               |

| Blason de Vauhallan | Blason  | D'argent à trois merlettes de sable ; chaussé ondé aussi d'argent à deux cierges allumés de gueules ; au chevron renversé ondé d'azur brochant sur la partition . |
| Blason de Vauhallan | Détails | Adoptées le 15 mai 1987. Auteur(s)Mme Mireille LOUIS |

| Blason de Vayres-sur-Essonne | Blason  | Burelé de sable et d'or de seize pièces au chevron ondé d'argent accompagné de trois bottes de cresson de sinople, le tout brochant. |
| Blason de Vayres-sur-Essonne | Détails | Le burelé reprend les armes de la famille de VERES, qui tint le lieu sous la Monarchie. Le chevron représente l'Essonne, et les bottes de cresson la cresciculture présente sur le lieu. Le statut officiel du blason reste à déterminer. |

| Blason de Verrières-le-Buisson | Blason  | Coupé d'argent au chêne arraché de sinople, et d'azur à l'écusson de sable* chargé de trois besants d'argent et accompagné de trois fleurs de lys d'or.                                                               |
| Blason de Verrières-le-Buisson | Détails | * Il y a là non-respect de la règle de contrariété des couleurs : ces armes sont fautives (sable sur azur). Conflit héraldique : l'arbre est dessiné aussi englanté de sinople. Adoptées. Auteur(s)Mme Mireille LOUIS |

| Blason de Vert-le-Grand | Blason  | Écartelé : au 1er de sinople à une roue d'engrenage d'or, au 2d d'or à un pin au naturel, au 3e d'or à trois buttes de sinople, celle de dextre sommée d'un télégraphe au naturel*, posées sur un champ aussi au naturel** ; au 4e de sinople à deux épis de blé feuillés d'or et une perdrix au naturel rangés en barre, à la champagne d'or chargée d'une foi d'argent* vêtue au naturel* tenant la queue d'une couleuvre de sable brochant en pal sur le tout. |
| Blason de Vert-le-Grand | Détails | - Un télégraphe et des vêtements, n'ont pas de couleur au naturel. - Un champ peut avoir plusieurs couleurs au naturel. * Il y a là non-respect de la règle de contrariété des couleurs : ces armes sont fautives (plusieurs enquerre sur ce blason). |

| Blason de Vert-le-Petit | Blason  | Tranché de sinople à un lion de sable*, et d'azur à quatre burèles ondées d'argent, un poisson du même nageant entre la troisième et la quatrième ; le tout flanqué en pal à senestre de gueules chargé d'épis de blé d'or en faisceau liés du même. |
| Blason de Vert-le-Petit | Détails | * Il y a là non-respect de la règle de contrariété des couleurs : ces armes sont fautives (sable sur sinople). |

| Blason de Videlles | Blason  | D'azur à une gerbe à dextre et une grappe de raisin tigée et feuillée à senestre, le tout d'or, soutenu d'une masse de carrier d'argent ; au chef de gueules* chargé de trois accouples aussi d'argent. |
| Blason de Videlles | Détails | * Il y a là non-respect de la règle de contrariété des couleurs : ces armes sont fautives (chef de gueules sur champ d'azur.).                                                                          |

| Blason de Vigneux-sur-Seine | Blason  | De sable à la fasce soutenue d'une devise, les deux ondées d'argent et accompagnées d'un rais d'escarboucle fleurdelisé accosté de deux gerbes en chef, et d'une grappe de raisin tigée et feuillée en pointe, le tout d'or Devise / CriE flumine surgens. |
| Blason de Vigneux-sur-Seine | Détails | Armes parlantes. Le statut officiel du blason reste à déterminer. |

| Blason de Villabé | Blason  | D'argent à la tierce ondée d'azur posée en barre, accompagnée d'un bouquet de trois épis de blé d'or* en chef, et d'une grappe de raisin de pourpre tigée et feuillée au naturel en pointe. |
| Blason de Villabé | Détails | * Il y a là non-respect de la règle de contrariété des couleurs : ces armes sont fautives (Or sur argent.).                                                                                 |

| Blason de Villebon-sur-Yvette | Blason  | D'argent au chevron de sable accompagné de deux taons en chef et d'un mortier en pointe, le tout du même.                                                        |
| Blason de Villebon-sur-Yvette | Détails | La commune arbore sur son site internet un blason ou le chevron est d'or, ce qui est fautif (armes à enquerre). Le statut officiel du blason reste à déterminer. |

| Blason de Villeconin | Blason  | D'argent à la croix d'azur cantonnée de quatre aiglettes au vol abaissé de gueules becquées et membrées d'or.                                                                                               |
| Blason de Villeconin | Détails | Reprise par la commune des armes de M. Jean de MONTAGU, ce qui peut constituer une usurpation des armes normalement destinées à l'ainé de ses descendants. Le statut officiel du blason reste à déterminer. |

| Blason de Villejust | Blason  | De gueules à la porte de ville d'or ouverte du champ et ajourée de sable, mouvant de la pointe, à l'épée d'argent garnie du second brochant sur le tout. |
| Blason de Villejust | Détails | Adoptées en 1986. |

| Blason de Villemoisson-sur-Orge | Blason  | D'azur au chevron accompagné de deux étoiles en chef et d'un faisan en pointe, le tout d'or ; au chef d'argent chargé de trois canes de sable becquées et membrées du second. |
| Blason de Villemoisson-sur-Orge | Détails | Le statut officiel du blason reste à déterminer. |

| Blason de Villiers-sur-Orge | Blason  | D'azur à deux étoiles d'or surmontées d'un croissant d'argent, à la champagne ondée du même chargée d'un poisson du champ. |
| Blason de Villiers-sur-Orge | Détails | Adoptées en 1986 comme modification d'armoiries anciennes.                                                                 |

| Blason de Viry-Châtillon | Blason  | Échiqueté d'or et d'azur; au chef de sinople chargé d'une hélice du premier posée en fasce.                               |
| Blason de Viry-Châtillon | Détails | Confit héraldique : le blasonnement ne correspond pas du tout au dessin. Le statut officiel du blason reste à déterminer. |

Pas d'information pour les communes suivantes : Valpuiseaux, Vaugrigneuse, Villeneuve-sur-Auvers, Villiers-le-Bâcle
- Haut – A
- B
- C
- D
- E
- F
- G
- H
- I
- J
- K
- L
- M
- N
- O
- P
- Q
- R
- S
- T
- U
- V
- W
- X
- Y
- Z

## W
| Blason de Wissous | Blason  | D'azur à la champagne de gueules* chargée de trois roues dentées d'argent engrenées en fasce, celle en cœur plus grande que les deux autres ; à trois fleurs de lys mal ordonnées d'argent, celle du milieu plus grande que les deux autres, soutenue chacune de deux épis de blé d'or posés en chevron renversé, brochant sur le tout. |
| Blason de Wissous | Détails | * Il y a là non-respect de la règle de contrariété des couleurs : ces armes sont fautives (gueules sur azur). Adoptées en 1993. |

- Haut – A
- B
- C
- D
- E
- F
- G
- H
- I
- J
- K
- L
- M
- N
- O
- P
- Q
- R
- S
- T
- U
- V
- W
- X
- Y
- Z

## Y
| Blason de Yerres | Blason  | Coupé : au 1 parti de France et de Navarre ; au 2 d’argent au chevron de gueules accompagné de trois grappes de raisin de même. |
| Blason de Yerres | Détails | Le statut officiel du blason reste à déterminer.                                                                                |

- Haut – A
- B
- C
- D
- E
- F
- G
- H
- I
- J
- K
- L
- M
- N
- O
- P
- Q
- R
- S
- T
- U
- V
- W
- X
- Y
- Z

## Sources
1. ↑  Armorial de France, p. 8
2. 1 2 3 4 5 6 7 8 9 10 11 12 13 14 15 16 17 18 19 20 21 22 23 24 25 26 27 28 29 30 31 32 33 34 35 36 37 38 39 40 41 42 43 44 45 46 47 48 49 50 51 52 53 54 55 56 57 58 59 60 61 62 63 64 65 66 67 68 69 70 71 72 73 74 75 76 77 78 79 80 81 82 83 84 85 86 87  Gaso, la banque du blason.
3. ↑  Armorial de France, p. 20939
4. ↑  Armorial de France, p. 12376
5. ↑  Armorial de France, p. 20531
6. ↑  https://mairie-boutervilliers.fr/wp-content/uploads/2024/02/Logo_Boutverilliers-2.png lasonnement selon dessin.
7. ↑  Armorial de France, p. 5783
8. ↑  Armorial de France, p. 20942
9. ↑   mairie de D'Huison-Longueville.
10. ↑  Image sur le site officiel de la commune. Consulté le 27/11/2009.
11. ↑  La Banque du blason - 91244
12. ↑  Explication du blason sur le site officiel de la mairie. Consulté le 13/11/2023.
13. ↑  Blason de la commune sur le magazine visible sur le site officiel. Consulté le 03/06/2010.
14. ↑  Armorial de France, p. 12003
15. ↑  Armorial de France, p. 19660
16. ↑  Présentation du blason de Moigny-sur-Ecole sur le site officiel de la commune. Consulté le 16/09/2012.
17. ↑  Armorial de France, p. 20529
18. ↑  Armorial de France, p. 14314
19. ↑  Armorial de France, p. 14362
20. ↑  Armorial de France, p. 14334
21. ↑  Armorial de France, p. 20530
22. ↑  Armorial de France, p. 14609
23. ↑  Armorial de France, p. 10223
24. ↑  Bulletin municipal n°49 sur le site officiel de la commune. Consulté le 22/11/2012.
25. ↑  Armorial de France, p. 4317
26. ↑  Armorial de France, p. 19373
27. ↑  Armorial de France, p. 14318